# Flemming Besenbacher
Flemming Besenbacher (født 4. oktober 1952) er en dansk fysiker, der er professor i nanoteknologi ved Aarhus Universitet. Besenbachers primære forskningsområde er overfladefysik og med hjælp af scanning-tunnelmikroskopi har hans forskning bidraget til at øge forståelsen af hvorledes adsorberede stoffer vekselvirker med overflader, en viden som er blevet brugt til at udvikle nye katalysatorer. Besenbacher er en af de mest citerede forskere på Aarhus Universitet.
Flemming Besenbacher blev i 2005 bestyrelsesmedlem og fra 2012 bestyrelsesformand i Carlsbergfondet, Carlsberg A/S og Carlsberg Laboratorium. Flemming Besenbachers ti år som formand var begivenhedsrige. Selskabet gennemgik en massiv turnaround, blev skåret til, fokuseret ind, lagt om, fik ny ledelse og bevægede sig ind på nye forretningsområder. Særligt indtjeningen voksede under Besenbachers formandstid, gælden blev reduceret markant, og aktiekursen fordoblet siden ansættelsen af hollænderen Cees 't Hart og finansdirektør Heine Dalsgaard. “Den måske allervigtigste opgave som bestyrelsesformand er at sikre sig, at den øverste topleder er den rigtige,” udtalte Flemming Besenbacher i et afskedsinterview i marts 2022.
Han var desuden formand for Regeringen Lars Løkke Rasmussen IIIs rådgivende udvalg for cirkulær økonomi og har deltaget i møder i Bilderberggruppen. Flemming Besenbacher var drivkraften i etableringen af projektet UNLEASH, der som et forsøg samlede 1.000 talentfulde unge fra hele verden og satte dem sammen med store virksomheder i Danmark.

## Uddannelse og karriere
Besenbacher blev kandidat i fysik ved Aarhus Universitet i 1978, blev lektor ved Aarhus Universitet i 1982, blev dr. scient. i 1994 og professor fra 1996. Han var vicecenterleder for grundforskningscenteret Center for Atomic-scale Materials Physics (CAMP) 1993-2002 og direktør for Interdisciplinært Nanoscience Center (iNANO) ved Aarhus Universitet 2002-2012. Han var næstformand for Danmarks Innovationsfond 2017-2020.
Under Besenbachers ledelse udviklede iNANO et scanning-tunnelmikroskop (STM), der gør det muligt at afbilde de enkelte atomer og molekyler i overfladen af materialer. Ved hjælp af mikroskopet kan højtopløste STM-billeder optages rutinemæssigt og dynamiske processer kan følges ved at forblive på samme sted på overfladen
og optage STM-billeder i minutter, timer og sågar dage af gangen. Ved hjælp af sådanne “STM-film” kan man studere atomers eller molekylers diffusion på overfladen og afbilde kemiske overfladereaktioner.
Besenbacher har publiceret mere end 700 artikler i fagfællebedømte videnskabelige tidsskrifter, hans artikler er citeret mere end 50.000 gange og han har et h-index på over 100. Hans forskning har resulteret i mere end 10 patenter.
I december 2021 meddelte Carlsberg, at Flemming Besenbacher havde informeret bestyrelsen i Carlsberg om, at han ikke ville genopstille ved generalforsamlingen i marts 2022. I Carlsberg ville bestyrelsen forslå Henrik Poulsen, tidligere Ørsted-direktør, som ny bestyrelsesformand for Carlsberg. Poulsen blev dermed den første formand for Carlsberg, der ikke var kom fra fondet. I fondsbørsmeddelelsen fra Carlsberg udtrykte både Henrik Poulsen og Carlsbergs topchef Cees 't Hart taknemmelighed for Flemming Besenbachers mangeårige indsats for bryggeriet, som under hans ledelse har vokset sig markant stærkere, hed det blandt andet. I fondsmeddelelsen fremgik det ligeledes, at Carlsbergfondets bestyrelse havde konstitueret sig med professor Majken Schultz som ny forkvinde fra den 1. januar 2022.

## Hæder (udvalgte)
Priser
- 2003: Villum Kann Rasmussens Årslegat
- 2004: Danmarks Naturvidenskabelige Akademis Industripris
- 2006: Grundfosprisen
- 2007: Ridder af Dannebrog
- 2008: Modtager af European Research Council (ERC) Advance Grant
- 2013: Ridder af 1.grad af Dannebrogordenen
- 2018: Kommandør af Dannebrog

Videnskabsakademier
- 1997: Akademiet for de Tekniske Videnskaber
- 1998: Videnskabernes Selskab[10]
- 2013: Udenlandsk medlem af det Kinesiske Videnskabernes Selskab [11]

## Ændringer af fundatsen i Carlsbergfondet
Under Flemming Besenbachers formandstid er Carlsbergfondets fundats ændret to gange, hvilket er mere end nogen af hans forgængere.
I 2013 ændredes fundatsen, således at Carlsbergfondet nu kun er forpligtet til at eje en aktiepost, der giver ret til mindst 51% af stemmerne i Carlsberg A/S. Den seneste fundatsændring i 2021 betyder, at Carlsbergfondet fra 2023 kun fremsætter to medlemmer af Carlsbergfondets bestyrelse som kandidater til bestyrelsen i Carlsberg A/S. Den ene kandidat vil være Carlsbergfondets formand, der tidligere var født bestyrelsesformand for Carlsberg A/S, men nu tiltænkes rollen som næstformand, mens den anden kandidat vælges blandt og af fondets bestyrelse baseret på relevante kompetencer i relation til bestyrelsen i Carlsberg A/S. “Jeg er utrolig glad for, at det er sket i min formandstid. Jeg mener, at det er det helt rigtige for Carlsberg,” sagde Flemming Besenbacher i forbindelse med generalforsamlingen i Carlsberg A/S den 10. marts 2022.

## Forholdet til Videnskabernes Selskab
Med baggrund i sagen om Carlsbergsfondet og Aarhus Universitet fastslog Videnskabernes Selskabs præsidium i en intern udtalelse at Flemming Besenbacher havde udtalt sig både skadeligt og uværdigt, da han blandede sig i sagen og krævede at den fik konsekvenser for kritikerne, men at han fortsat havde Selskabets støtte som formand for Carlsbergfondet.
1. januar 2022 blev Besenbacher afløst af professor Majken Schultz, som blev den første kvinde, Videnskabernes Selskab valgte til at stå i spidsen for fondet.

## Sager om inhabilitet
Uddannelses- og Forskningsstyrelsen fik i juni 2020 en henvendelse vedrørende uregelmæssigheder i Danmarks Innovationsfond under hastebehandling af Covid-19-relaterede ansøgninger. Der blev rejst tvivl om, hvorvidt der forelå inhabilitet for Besenbacher, som på det tidspunkt var fondens næstformand, samt om hvorvidt regler om peer review og interview med ansøgeren var fraveget som følge af hastebehandlingen, der var begrundet i den akutte Covid-19 pandemi. Yderligere beskrev Berlingske Tidende, hvorledes to embedsmænd i fonden, der havde talt imod at reglerne skulle fraviges, efterfølgende var blevet afskediget Bag et støttet projekt stod blandt andet et medlem af Videnskabernes Selskab, der står for at udpege bestyrelsen for Carlsbergfondet, hvor Besenbacher samtidig er formand. Der blev også rejst tvivl om, hvorvidt Besenbacher var inhabil i uddeling af midler til Aarhus Vand A/S, hvor han selv er bestyrelsesformand, samt til iNANO-centeret på Aarhus Universitet, hvor han selv er tilknyttet som professor.
Folketingets Uddannelses- og Forskningsudvalg bad i den anledning Uddannelses- og forskningsministeren om at redegøre for, om Flemming Besenbacher i sin egenskab af næstformand i Innovationsfonden og formand for Carlsbergfondet havde misbrugt sin position til at tilgodese projekter, der enten gavnede ham selv, projekter han var involveret i, eller projekter der gavnede andre. Uddannelses- og Forskningsstyrelsen vurderede i den anledning at der ikke var grundlag for at kritisere Innovationsfondens vurdering af, at der ikke forelå inhabilitet for Flemming Besenbachers ved behandlingen af ansøgningen. Styrelsen fandt det dog kritisabelt at Innovationsfonden ikke i tilstrækkelig grad havde begrundet, hvordan Flemming Besenbacher kunne fortsætte med at behandle en tillægsansøgning efter at Aarhus Vand A/S var blevet tilknyttet.

## Sagen om Carlsbergfondet og Aarhus Universitet
Professor Flemming Besenbacher blev en central figur i sagen om et stort, dansk studie, der tilbage i 2016 skabte overskrifter med sin konklusion om, at mennesker var bedre end supercomputere til at løse visse kvantefysiske problemer. Carlsbergfondet tildelte studiet 15 millioner kroner i 2018 på trods af, at den belgiske forsker Dries Sels ved Harvard University i sommeren 2017 havde påpeget alvorlige uregelmæssigheder i arbejdet. Besenbacher udtalte sig i private mails bla. til rektor for Aarhus Universitet meget negativt overfor kritik af artiklen fra forskere på universitetet, hvor han kaldte de kritiske forskere for »redeskidere« og »bavianer«, som fortjente »et gok i nødden«,.
Kritikken viste sig at være korrekt, og artiklen blev i 2020 som følge heraf trukket tilbage fra tidsskriftet Nature. Som en konsekvens af sagen beklagede Flemming Besenbacher sine udtalelser, og meddelte at han ikke længere ville behandle ansøgninger om forskningsstøtte fra Aarhus Universitet.

## Udvalgte publikationer
- Besenbacher F, Chorkendorff I, Clausen BS, Hammer B, Molenbroek AM, Norskov JK, Stensgaard I (1998). "Design of a surface alloy catalyst for steam reforming". Science. 279 (5358): 1913-5.{{cite journal}}:  CS1-vedligeholdelse: Flere navne: authors list (link)

- Helveg S, Lauritsen JV, Laegsgaard E, Stensgaard I, Norskov JK, Clausen BS, Topsoe H, Besenbacher F (2000). "Atomic-scale structure of single-layer MoS2 nanoclusters". Physical Review Letters. 84 (5): 951-4.{{cite journal}}:  CS1-vedligeholdelse: Flere navne: authors list (link)

- Bollinger MV, Lauritsen JV, Jacobsen KW, Nørskov JK, Helveg S, Besenbacher F (2001). "One-dimensional metallic edge states in MoS2". Physical Review Letters. 87 (19): 196803.{{cite journal}}:  CS1-vedligeholdelse: Flere navne: authors list (link)

- Matthey D, Wang JG, Wendt S, Matthiesen J, Schaub R, Laegsgaard E, Hammer B, Besenbacher F (2007). "Enhanced bonding of gold nanoparticles on oxidized TiO2(110)" (PDF). Science. 315 (5819): 1692-6.{{cite journal}}:  CS1-vedligeholdelse: Flere navne: authors list (link)

- Wendt S, Sprunger PT, Lira E, Madsen GK, Li Z, Hansen JØ, Matthiesen J, Blekinge-Rasmussen A, Laegsgaard E, Hammer B, Besenbacher F (2008). "The role of interstitial sites in the Ti3d defect state in the band gap of titania" (PDF). Science. 320 (5884): 1755-9.{{cite journal}}:  CS1-vedligeholdelse: Flere navne: authors list (link)